# Radu Jude

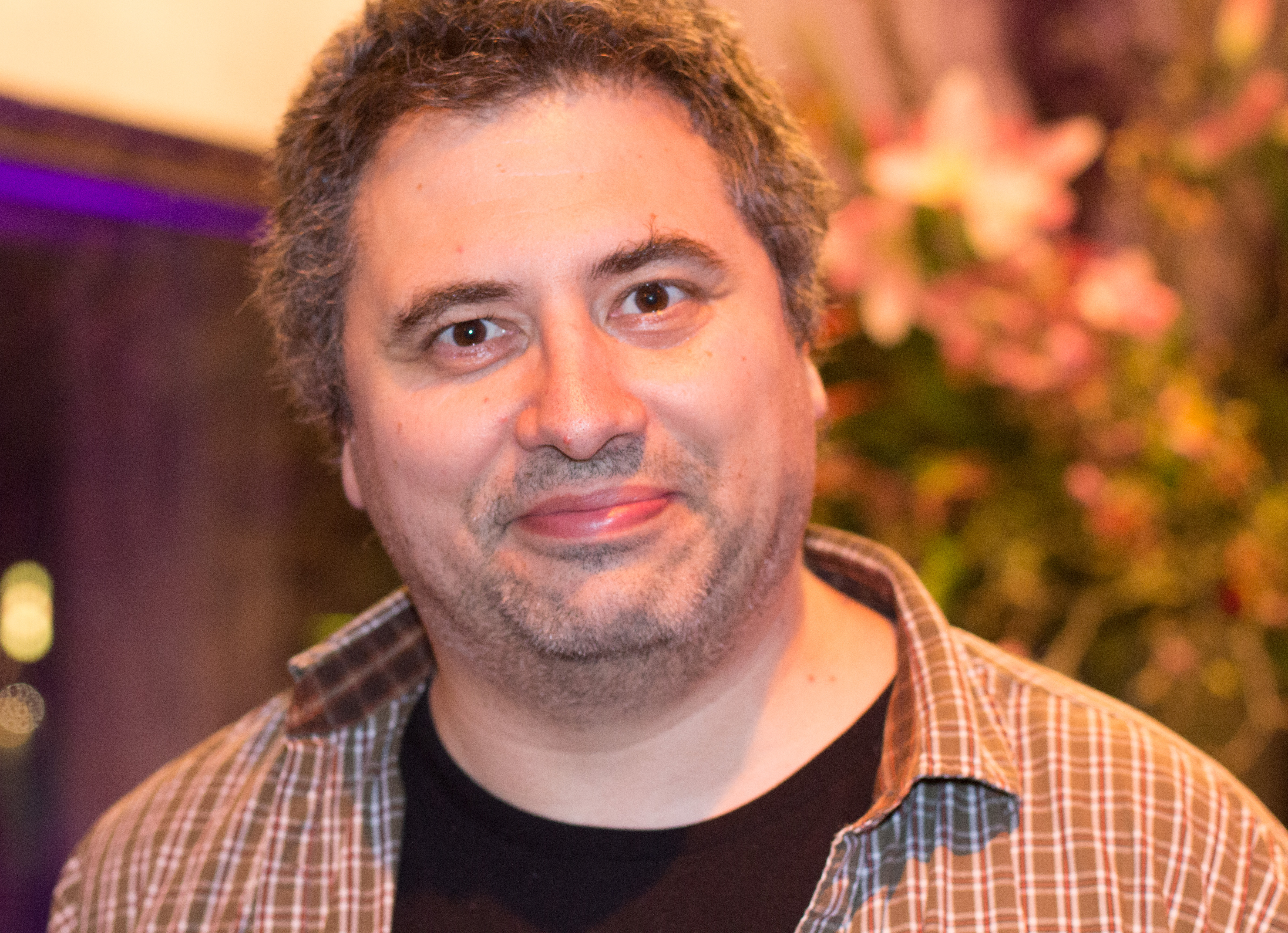
Radu Jude, 2020

Radu Jude (* 7. April 1977 in Bukarest) ist ein rumänischer Filmregisseur und Drehbuchautor.

## Leben
Radu Jude studierte bis 2003 an der Medienuniversität Bukarest. Er arbeitete als Regieassistent von Costa-Gavras beim Film Der Stellvertreter (2002), von Radu Muntean beim Film Furia (2002) und von Cristi Puiu bei Der Tod des Herrn Lazarescu. Insbesondere für seinen Kurzspielfilm The Tube with a Hat wurde Radu Jude mit zahlreichen Filmpreisen ausgezeichnet, darunter beim Sundance Film Festival, beim Uppsala International Short Film Festival, bei den Vienna Independent Shorts, beim Krakowski Festiwal Filmowy und beim Kurzfilmfestival Hamburg. Im Jahr 2007 war The Tube with a Hat hinsichtlich der bei Filmfestivals erhaltenen Auszeichnungen der mit Abstand erfolgreichste Kurzfilm. Auch für seinen Kurzspielfilm Alexandra erhielt Radu Jude wichtige Filmpreise wie den Hauptpreis der Kurzfilmtage Oberhausen. Sein erster Langspielfilm The Happiest Girl in the World hatte bei den Internationalen Filmfestspielen Berlin 2009 Premiere und erhielt dort den C.I.C.A.E.-Preis. Mit Everybody in Our Family gewann er den Hauptpreis auf dem Sarajevo Film Festival.
Sein Film I Do Not Care If We Go Down in History as Barbarians wurde auf dem Internationalen Filmfestival Karlovy Vary 2018 mit dem Crystal Globe for Best Feature Film ausgezeichnet.
2021 führte er Regie bei der Gesellschaftssatire Bad Luck Banging or Loony Porn, die den Goldenen Bären der 71. Internationalen Filmfestspiele Berlin gewann. Zwei Jahre später wurde er in die Wettbewerbsjury der 73. Berlinale eingeladen. Beim Filmfestival von Locarno 2023 erhielt Radu Jude für Erwarte nicht zu viel vom Ende der Welt den Spezialpreis der Jury.
Sein Spielfilm Kontinental '25 wurde am 19. Februar 2025 im Rahmen der 75. Berlinale uraufgeführt und war im Hauptwettbewerb um den Goldenen Bären vertreten.

## Filmografie
- 2003: Wrestling
- 2004: The Black Sea
- 2006: Alexandra (Kurzfilm)
- 2006: The Tube with a Hat (Lampa cu căciulă) (Kurzfilm)
- 2007: In the Morning (Dimineața) (Kurzfilm)
- 2009: The Happiest Girl in the World (Cea mai fericită fată din lume)[8]
- 2011: A Film for Friends (Film pentru prieteni)
- 2012: Everybody in Our Family (Toată lumea din familia noastră)
- 2015: Aferim!
- 2016: Scarred Hearts – Vernarbte Herzen (Inimi cicatrizate)
- 2017: The Dead Nation (Țara moartă) (Dokumentarfilm)[9]
- 2018: Mir ist es egal, wenn wir als Barbaren in die Geschichte eingehen (Îmi este indiferent dacă în istorie vom intra ca barbari)
- 2018: The Marshal’s Two Executions (Cele doua executii ale Maresalului) (Kurzfilm)
- 2019: A pedepsi, a supraveghea (Kurzfilm)
- 2020: The Exit of the Trains (Iesirea trenurilor din gara)
- 2020: O fabula (Kurzfilm)
- 2020: Selbstportrait (Nu stiu) (Kurzfilm)
- 2020: Stimati oameni de cultura (Kurzfilm)
- 2020: Uppercase Print (Tipografic Majuscul)
- 2021: Bad Luck Banging or Loony Porn (Babardeală cu bucluc sau porno balamuc)
- 2021: Caricaturana (Kurzfilm)
- 2021: Plastic Semiotic (Kurzfilm)
- 2022: Memories from the Eastern Front (Amintiri de pe Frontul de Est) (Kurzfilm)
- 2022: The Potemkinists (Potemkinistii) (Kurzfilm)
- 2023: Erwarte nicht zu viel vom Ende der Welt (Nu aștepta prea mult de la sfârșitul lumii)

- 2025: Kontinental '25
- 2025: Dracula